# USB-hub
 For alternative betydninger, se Hub. (Se også artikler, som begynder med Hub)
En USB-hub er en anordning, der gør at man kan sætte flere eksterne enheder til en computer, end computeren har USB-porte til. De fås både i udgaver, hvor de får strøm fra computerens USB-port og i udgaver, hvor de får strøm fra en ekstern strømforsyning. 
| Hardware | Spire Denne artikel om computere og anden hardware er en spire som bør udbygges. Du er velkommen til at hjælpe Wikipedia ved at udvide den. |